# Complejo SAM

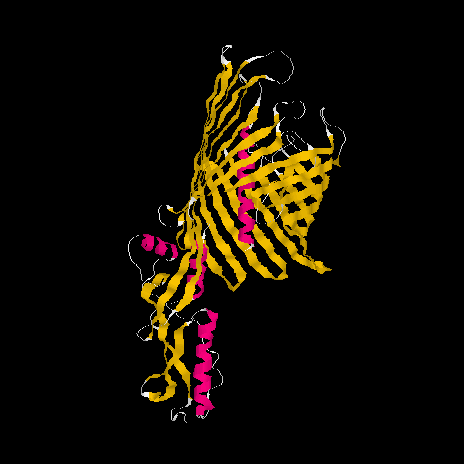
Modelo cristalográfico de la proteína FhaC de Bordetella pertussis (MMDB ID 59438) visualizada mediante el la aplicación RasMol. Se trata de un homólogo bacteriano de la proteína Sam50, el principal componente del complejo SAM. La estructura de Sam50 en humanos (hSam50) aún no ha sido resuelta, pero mediante programas de Predicción de estructura de proteínas
parece bastante claro que tendría una estructura bastante similar.

El complejo SAM, también llamado Complejo TOB (del inglés: Sorting and Assembly Machinery, maquinaria de clasificación y ensamblaje) es un complejo proteico cuya función consiste en el ensamblaje de proteínas con estructura de barril en la membrana externa mitocondrial.